# Área metropolitana de El Paso

Centro de El Paso

El área metropolitana de El Paso es un Área Estadística Metropolitana (MSA) centrada en la ciudad El Paso, ubicada en el extremo oeste del estado de Texas, en Estados Unidos. Denominada como tal por la Oficina del Censo de los Estados Unidos, sus límites coinciden con los del  condado de El Paso, el único que abarca la misma. Su población según el censo de 2010 es de 800.647 de habitantes.
Junto con el área metropolitana de Las Cruces ubicada en Nuevo México y la zona metropolitana de Juárez, ubicada en México, forman el área metropolitana transnacional de la zona Metropolitana de Juárez y El Paso.

## Ciudades principales
- Anthony
- Clint
- El Paso
- Horizon City
- Socorro
- Vinton